# Jean-Michel Cousteau
Jean-Michel Cousteau (ur. 6 maja 1938 w Tulonie) – francuski podróżnik, odkrywca, działacz ochrony środowiska, producent filmowy, reżyser filmów przyrodniczych, nauczyciel; pierworodny syn światowej sławy badacza mórz i oceanów Jacques’a-Yves’a Cousteau oraz Simone Melchior – wieloletniej towarzyszki jego wypraw; ojciec Fabiena i Céline.

## Życiorys
W 1945, mając zaledwie 7 lat, po raz pierwszy zanurkował przy wykorzystaniu akwalungu, którego współwynalazcą był jego ojciec, a konstruktorem – inżynier Émile Gagnan. Pomimo że poszedł do szkoły, zamierzając w przyszłości zostać architektem, w ostateczności stał się członkiem założonego przez jego ojca Cousteau Society, w którym przez 20 lat pełnił funkcję wiceprezydenta wykonawczego aż do czasu rezygnacji w 1993. Po opuszczeniu tego stanowiska zajął się produkcją filmów przyrodniczych. Należy nadmienić, iż on i jego ojciec mieli inne zdania, jeśli chodzi o zarządzanie i prowadzenie polityki przez te stowarzyszenie.
Po tym jak Jean-Michel Cousteau otworzył kurort na Fidżi, wykorzystując do reklamy nowo powstałego ośrodka turystycznego nazwisko rodowe, jego ojciec w 1995 wystąpił w tej sprawie na drogę sądową. W czerwcu 1996 sąd wydał nakaz, na mocy którego zobowiązał do dodania w sposób wyraźny (tej samej wielkości) imienia syna do nazwy hotelu. Kilka lat później, w 1999 Jean-Michel założył Ocean Futures Society – organizację zajmującą się ochroną mórz i edukacją, która popiera działania związane z ochroną przyrody, koncentruje się na badaniach naukowych oraz rozwija i prowadzi programy związane z edukacją morską. W 2003, Francesca Sorrenti i Marisha Shibuya, reprezentujące organizację SKe GROUP, wspólnie ze stowarzyszeniem Ocean Futures Society wydały (nakładem Trolley Books) publikację Water Culture (Kultura wodna), w której znalazły się liczne fotografię poświęcone środowisku wodnemu, jak również wywiady z osobistościami z całego świata poświęcone problematyce dostępu do wody. Cousteau pełni również funkcję prezesa francuskiego oddziału Międzynarodowego Zielonego Krzyża – organizacji powołanej w 1993, z założenia mającej być ekologicznym odpowiednikiem Międzynarodowego Czerwonego Krzyża.
W ciągu trwającej kilkadziesiąt lat kariery zawodowej wyprodukował około 70 filmów. Wyreżyserował kilka filmów, m.in. Call of the Killer Whale.
W wydanym na płycie DVD dodatku specjalnym do filmu animowanego Gdzie jest Nemo? pojawia się Cousteau, który wchodzi w interakcję z bohaterami – Marlinem, Nemo oraz Dory, zwracając uwagę na zanieczyszczenie oceanu, które doprowadza do zanikania, niszczenia raf koralowych (Cousteau pokazuje na filmie chorą rafę, zwracając uwagę na poważny problem).
Wystąpił w wysokobudżetowym filmie dokumentalnym IMAX Coral Reef Adventure.
Dokumentalny film przyrodniczy Voyage to Kure zainspirował prezydenta Stanów Zjednoczonych George’a W. Busha do objęcia ochroną wielkiego obszaru oceanu oraz 10 wysp i atoli, położonych na terenie Północno-Zachodnich Wysp Hawajskich (Papahānaumokuākea Marine National Monument). 15 czerwca 2006, w dużej mierze dzięki Cousteau, w tym miejscu został ustanowiony największy morski obszar chroniony na świecie o łącznej powierzchni około 360 tysięcy km².
Jest autorem kilku książek przyrodniczych.

## Wybrana filmografia
- 1968: The Undersea World of Jacques Cousteau (telewizyjny serial dokumentalny) – współproducent (2 odcinki)
- 1982: Les pièges de la mer (film dokumentalny) – producent
- 1986: Jacques Cousteau: The First 75 Years (film dokumentalny) – producent wykonawczy
- 1989: Cousteau: Alaska: Outrage at Valdez – producent, producent wykonawczy
- 1993-1994: Rediscovery of the World II (telewizyjny przyrodniczy serial dokumentalny) – producent (2 odcinki), producent wykonawczy (3 odcinki)
- 2003: Deadly Sounds in the Silent World – producent
- 2004: Sharks 3D – prezenter
- 2005: Case of the Sponge 'Bob (krótkometrażowy film dokumentalny) – producent wykonawczy
- 2006-2009: Jean-Michel Cousteau: Ocean Adventures (telewizyjny przyrodniczy serial dokumentalny) – producent wykonawczy (6 odcinków), producent (4 odcinki)
- 2008: Dolphins and Whales 3D: Tribes of the Ocean – prezenter
- 2009: Call of the Killer Whale (telewizyjny przyrodniczy film dokumentalny) – producent
- 2011: Mon père le commandant: Jacques-Yves Cousteau (telewizyjny film dokumentalny) – producent wykonawczy

## Twórczość literacka
- 1993: Cousteau’s Australia Journey (wspólnie z Mose Richards)
- 1995: Cousteau’s Great White Shark
- 2010: My Father, the Captain: My Life With Jacques Cousteau (wspólnie z Danielem Paisnerem)

## Wyróżnienia
- Oficer Legii Honorowej (2013)
- Nagroda Lowella Thomasa (2000)[12]